# Olga Fikotová
Olga Fikotová (med letoma 1957 in 1973 Olga Fikotová-Connolly), češko-ameriška atletinja, * 13. november 1932, Most, Češkoslovaška, † 12. april 2024.
Fikotová je na Poletnih olimpijskih igrah 1956 v Melbournu osvojila naslov olimpijske prvakinje v metu diska za Češkoslovaško. Na olimpijadi je spoznala ameriškega metalca kladiva Hala Connollyja, s katerim se je ob velikem zanimanju zahodnih medijev poročila. Po poroki ni smela več nastopati za Češkoslovaško, zato je na nastopila na naslednjih štirih poletnih olimpijskih igrah za ZDA, kot najboljšo uvrstitev je dosegla šesto mesto leta 1968 v Ciudad de Méxicu.